# Sztropkói járás

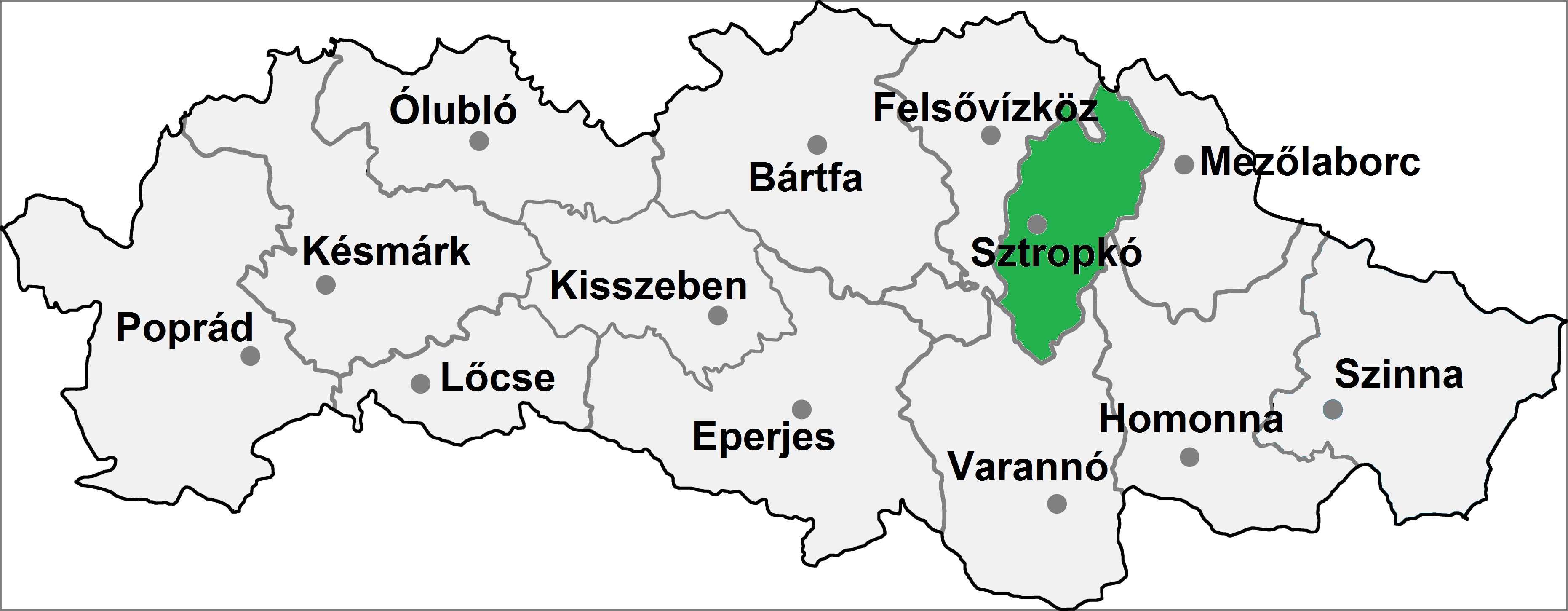
A Sztropkói járás

A Sztropkói járás (Okres Stropkov) Szlovákia Eperjesi kerületének közigazgatási egysége. Területe 389 km², lakosainak száma 20 931 (2011), székhelye Sztropkó (Stropkov). A járás területe nagyrészt az egykori Zemplén vármegye területe volt, egy kis része északnyugaton Sáros vármegyéhez tartozott.

## Népessége
| Év:            | 1994.  | 2004.   | 2014.   | 2024.   |
| -------------- | ------ | ------- | ------- | ------- |
| Emberek száma: | 20 304 | 20 902  | 20 744  | 19 414  |
| Eltérés:       |        | +2,94 % | -0,75 % | -6,41 % |

| Év:            | 2023.  | 2024.   |
| -------------- | ------ | ------- |
| Emberek száma: | 19 553 | 19 414  |
| Eltérés:       |        | -0,71 % |

## A Sztropkói járás települései
- Alsóolsva (Nižná Olšava)
- Boksabánya (Baňa)
- Borosnya (Brusnica)
- Bukóc (Bukovce)
- Bodzás (Bžany)
- Bányavölgy (Duplín)
- Dér (Mrázovce)
- Érfalu (Potôčky)
- Felsőkrucsó (Kručov)
- Felsőolsva (Vyšná Olšava)
- Felsőtokaj (Tokajík)
- Havaj
- Hegyesbisztra (Bystrá)
- Hocsa (Chotča)
- Jakabvölgye (Jakušovce)
- Kisberezsnye (Breznička)
- Kisgombás (Gribov)
- Kisgyertyános (Vyšný Hrabovec)
- Kisolysó (Oľšavka)
- Kispolány (Malá Poľana)
- Kisvajszló (Vislava)
- Kisvölgy (Krišlovce)
- Körmös (Kožuchovce)
- Körösény (Krušinec)
- Köves (Kolbovce)
- Lomna (Lomné)
- Mákos (Makovce)
- Mikó (Miková)
- Minyevágása (Miňovce)
- Nagyberezsnye (Breznica)
- Pataki (Potoky)
- Pusztaháza (Korunková)
- Sandal (Šandal)
- Szálnok (Soľník)
- Sztaskóc (Staškovce)
- Sztropkó (Stropkov)
- Tizsény (Tisinec)
- Turány (Turany nad Ondavou)
- Variháza (Varechovce)
- Velkő (Veľkrop)
- Viskó (Výškovce)
- Vladicsa (Vladiča)
- Vojtvágása (Vojtovce)